# William Ratcliff (Cui)

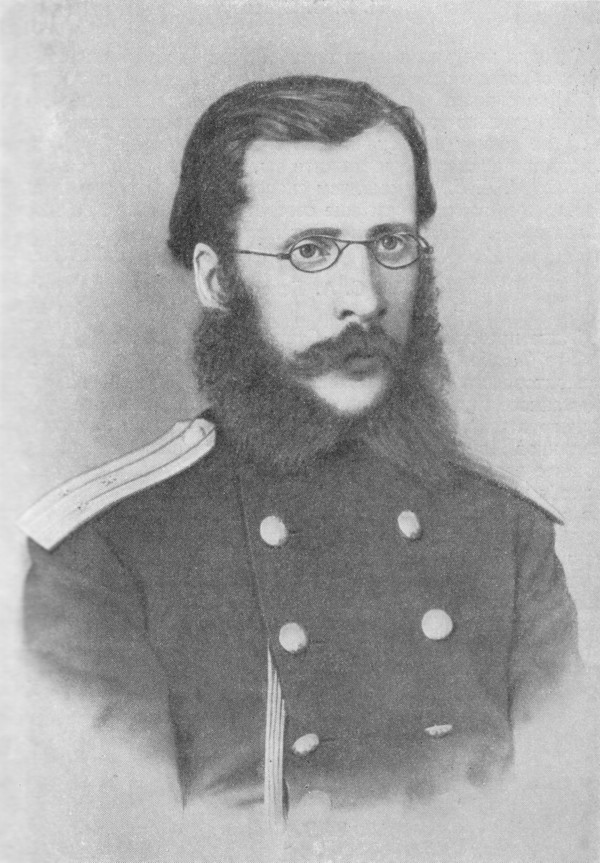
César Cui på 1870-talet.

William Ratcliff (ryska: Вилльям Ратклифф eller Вильям Ратклиф; Vill'jam Ratkliff eller Vil'jam Ratklif i transkription) är en rysk opera i tre akter med musik och libretto av César Cui. Texten var en rysk översättning av Heinrich Heines tragedi med samma namn (1822).

## Historia
Operan var det första dramatiska verket från någon tonsättare ur den ryska musikgruppen De fem och kom att bilda skola vad gällde deras krav på dramatisk sanning, naturtrogna recitativ och autentisk bearbetning av folkmusik. William Ratcliff ruckar något lite på dessa regler då en opera över ett skotskt ämna är en märklig debut för en rysk nationalist. Recitativen i operan övergår ofta i sångbara arioson och klanger från andra operatonsättare såsom Daniel Auber och Charles Gounod kan skönjas. Cui skulle aldrig mer skriva liknande dramatisk musik. Operan hade premiär den 26 februari 1869 på Mariinskijteatern i Sankt Petersburg. Operan spelades sju gånger och sattes upp på nytt i Moskva 1900.

## Personer

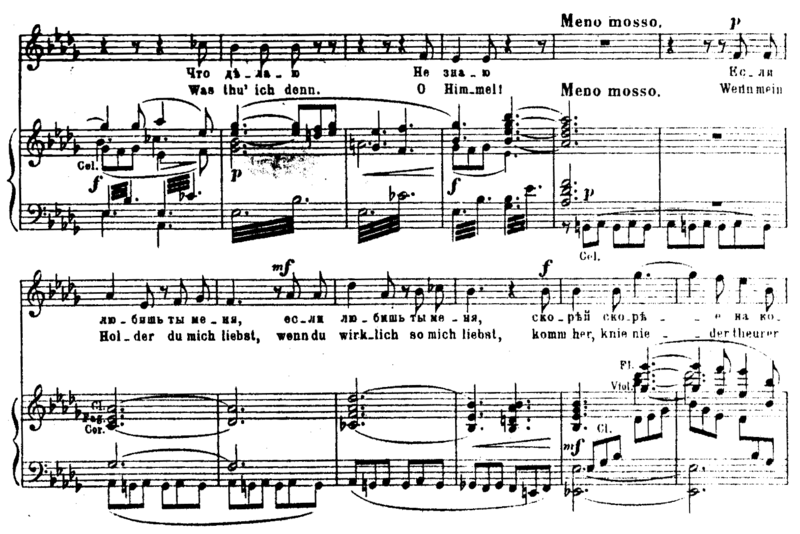
Exempel från klaverutdraget av operan.

- MacGregor, en rik skotsk lord (bas)
- Mary (Maria), hans dotter (sopran)
- Margaret, hennes amma (mezzosopran)
- Earl Douglas, Marias fästman (tenor)
- William Ratcliff (baryton)
- Lesley, Ratcliffs vän (tenor)
- Robin, en vagabond (bas)
- Tom, en vagabond (baryton)
- Betsy (sopran)
- Tjänare, bröllopsgäster, svindlar, rövare (kör

## Handling
Handlingen rör sig kring en gammal förbindelse mellan Edward Ratcliff och "Vackra Betty" som var trolovad med den skotsk lorden MacGregor. Lorden mördade Ratcliff och Betty dog av sorg. Ratcliffs son William var trolovad med Maria, MacGregors dotter, men han övergav henne så hon gifte sig med earl Douglas. Ratcliff återvänder och utmanar Douglas på duell vid Black Rock. Douglas vinner men skonar Ratcliff som senare blir galen och mördar både Maria, MacGregor och sig själv.